# Gagitodes
Gagitodes är ett släkte av fjärilar som beskrevs av William Warren 1893. Gagitodes ingår i familjen mätare, Geometridae. Arterna i släktet anses ofta ingå i släktet Perizoma istället för att föras till ett eget släkte.

## Bildgalleri

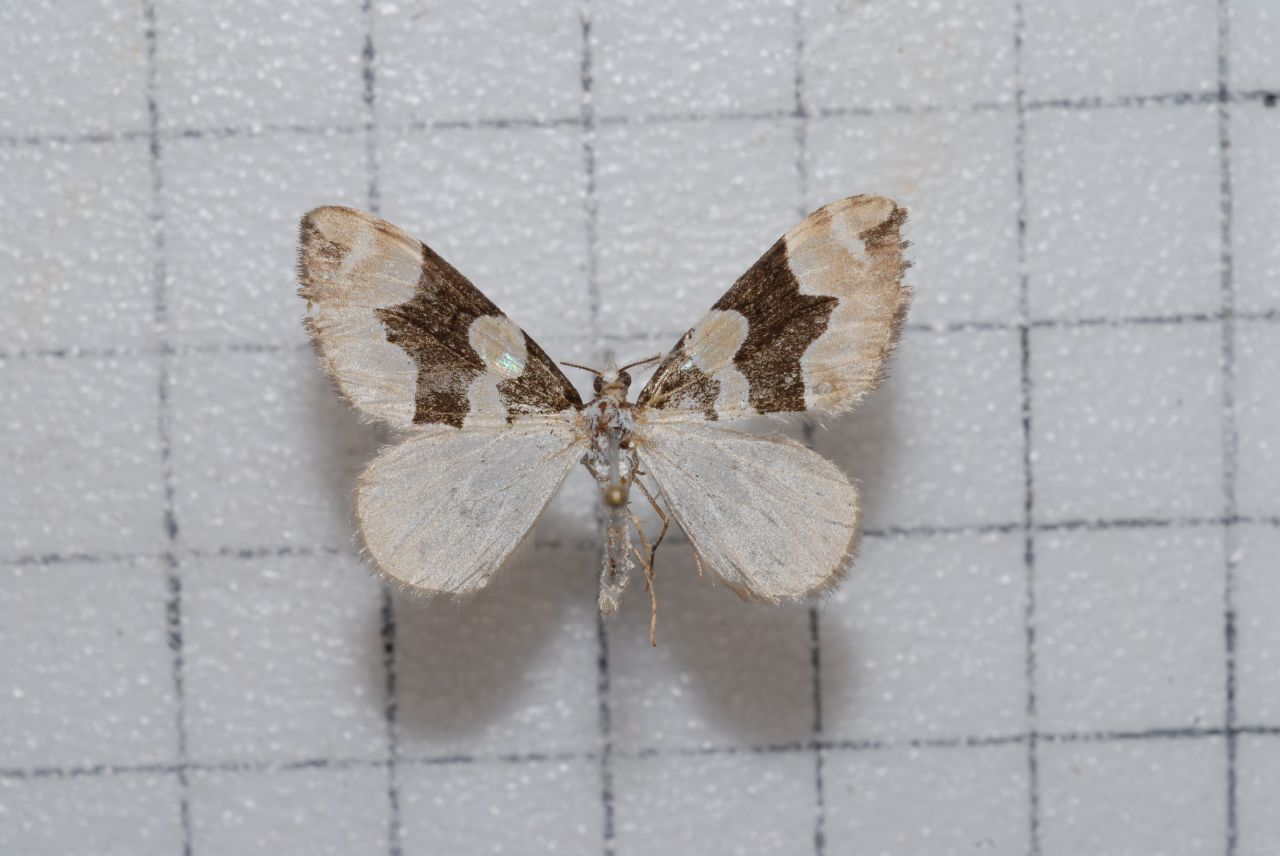
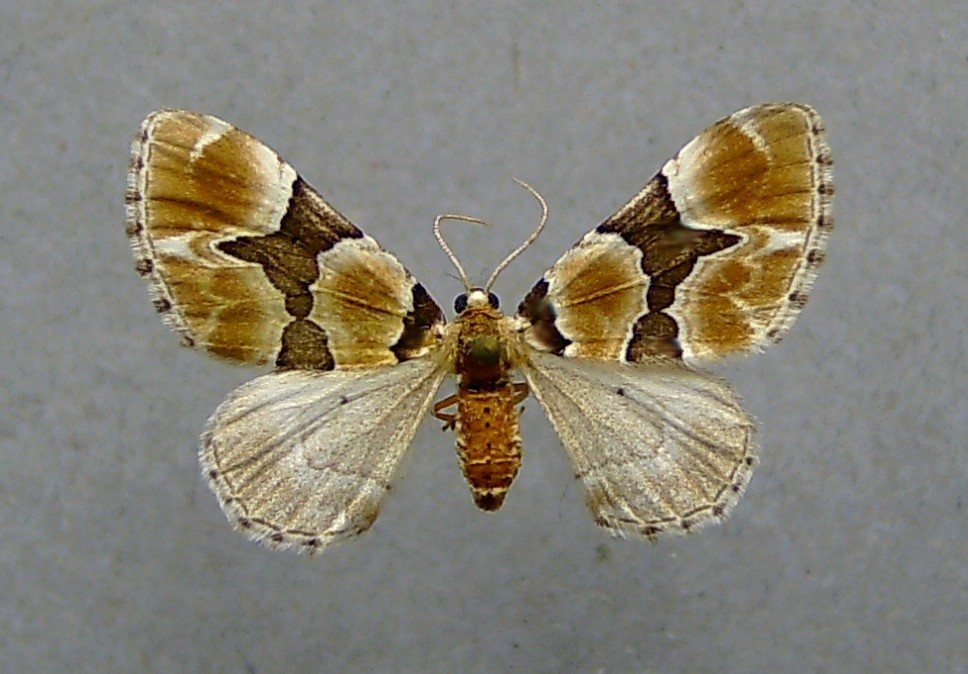

## Dottertaxa tillGagitodes, i alfabetisk ordning enl. Dyntaxa[1]
| Gagitodes sagittata |  | Piltecknad fältmätare |  |  |